# Phan Thành Tài
Phan Thành Tài (1878 - 1916), một nhà yêu nước Việt Nam trong thời Pháp thuộc. Và là một trong những yếu nhân của cuộc khởi nghĩa Việt Nam Quang Phục Hội (thường gọi là cuộc khởi nghĩa của vua Duy Tân) tháng 5 năm 1916.

## Tóm tắt tiểu sử
Phan Thành Tài là người làng Bảo An; nay là xã Điện Quang, huyện Điện Bàn, tỉnh Quảng Nam.
Mặc dù xuất thân trong một gia đình nho học, nhưng ông theo Tây học khá sớm. Khi trưởng thành, ông từng làm thầy giáo dạy Pháp văn  tại các trường nghĩa thục như Diên Phong, Quảng Cái...
Từ năm 1900-1904, ông tham gia tích cực phong trào Duy Tân tại Quảng Nam.
Năm 1908, phong trào này bị khủng bố trắng, nhiều các chiến sĩ bị thực dân Pháp lưu đày đi Lao Bảo, Côn Đảo. Lúc ấy, ông cũng bị bắt giam tại nhà lao Quảng Nam ở Hội An. Đến khi ra tù, ông sống ẩn dật ở quê nhà một thời gian.
Sau đó, ông cùng với Thái Phiên và Trần Cao Vân tham gia tổ chức Việt Nam Quang Phục Hội tại miền Trung. Đầu năm 1916, Thái Phiên và Trần Cao Vân gặp vua Duy Tân để cùng mưu việc lật đổ chính quyền thực dân Pháp. 
Theo kế hoạch, cuộc khởi nghĩa sẽ diễn ra vào ngày 3 tháng 5 năm 1916 nhưng bị bại lộ. Vua Duy Tân, Thái Phiên, Trần Cao Vân...đều bị quân Pháp bắt; còn Phan Thành Tài thì chạy thoát được.
Ở ẩn tại miền Hiên, Giằng (hai huyện xưa) thuộc miền Tây Quảng Nam một thời gian ngắn, ông bị thực dân Pháp bắt, đưa về xử chém tại chợ Cũi (Vĩnh Điện, Điện Bàn, Quảng Nam) ngày 9 tháng 6 năm 1916, hưởng dương 48 tuổi. 
(Nếu chợ Cũi thì ở gần cầu Mống xã Điện Phương!. Tại đây triều đình nhà Nguyễn và thực dân Pháp cũng đã xử chém ngang lưng và cắt đầu chí sĩ Đỗ Đăng Xuân tục gọi Tú Xuân người làng Bàn Lãnh [nay là thôn Đông Lãnh xã Điện Trung thị xã Điện Bàn] cắm tại chợ Cũi khi ông tham gia Nghĩa hội Quảng Nam của chí sĩ Nguyễn Duy Hiệu (tục gọi Hường Hiệu).
Mộ ông Phan Thành Tài hiện ở đầu cầu Vĩnh Điện ở gần Quốc lộ 1.

## Hai bài thơ nổi tiếng
Trong thời gian nằm trong nhà lao Vĩnh Điện, ông biết trước sau bọn giặc sẽ giết mình, nên đã viết lại bài thơ cho vợ con và cho các anh em, đồng bào, đồng chí khẳng định ý chí đấu tranh bất khuất của mình. Dưới đây là một bài thơ ông gởi cho vợ con.
Con còn bụng mẹ cha đã mất
Con bước vào đời nước đã suy
Thù nhà, nhục nước con nên biết
Chẳng đội trời chung chữ ấy ghi!
Cha muốn gây ra đoá tự do
Máu đem làm nước, xác làm tro
Vun cho hoa nở, hoa chưa nở
Con hãy vì cha, thế mặt lo...
Trước lúc vĩnh viễn ra đi, với lòng yêu nước, thương dân ông đã có bài thơ nhắn nhủ với đồng bào, đồng chí:
Nay nói với anh em lớn nhỏ
Có chịu khó mới nên khôn
Phải lo cho hết việc nước non
Tiến bộ hề tiến bộ
Mau mau theo trái đất lăn tròn
Dặn anh, dặn cháu, dặn con
Còn trời, còn nước, còn non
Nước Nam là nước Nam ta.

## Thương tiếc và ghi công
Nghe tin Phan Thành Tài và Thái Phiên bị xử chém, chí sĩ Huỳnh Thúc Kháng có bài thơ khóc hai ông như sau:
| Phiên âm Hán-Việt: Khảng bả tây văn khứ tác nô, Bất thành cam tự đoạn đầu lô. Quốc trung Tây học nhân như tức, Thanh dạ môn tâm quý tử vô. | Nghĩa là: Âu học không đem rút của người, Chả thành đời sống vứt như chơi. Kìa phường học mới đông như kiến, Đêm hỏi lòng chăng có hổ ngươi! |

Ghi nhận công lao, tên Phan Thành Tài đã được dùng để đặt tên cho một đường phố và một trường Trung học Phổ thông tại thành phố Đà Nẵng.
Từ tháng 12 năm 2011, tại thị trấn Vĩnh Điện, huyện Điện Bàn, tỉnh Quảng Nam có đường phố mang tên ông.

## Về người vợ của ông
Vợ Phan Thành Tài là bà Bùi Thị Hậu (1881-1967); là người ở làng Vĩnh Trinh, huyện Duy Xuyên, tỉnh Quảng Nam.
Là một người phụ nữ yêu nước và đảm đang, bà đã hết sức cùng chồng lo việc cứu nước. Theo kế hoạch, bà phụ trách việc dệt vải rằn may đồng phục cho nghĩa quân. 
Việc khởi nghĩa không thành, khiến chồng bà phải thọ tử khi bà mới 35 tuổi. Song bà vẫn ở vậy nuôi 7 người con ăn học cho đến khi thành tài.
Năm Đinh Mùi (1967), bà mất, thọ 86 tuổi, được chôn cất tại đất thánh ở Đa Kao (Sài Gòn, nay là Thành phố Hồ Chí Minh) .

## Sách tham khảo
- Nguyễn Q. Thắng-Nguyễn Bá Thế, Từ điển nhân vật lịch sử Việt Nam. Nhà xuất bản Khoa học xã hội, 1992.